# Philipp Reis

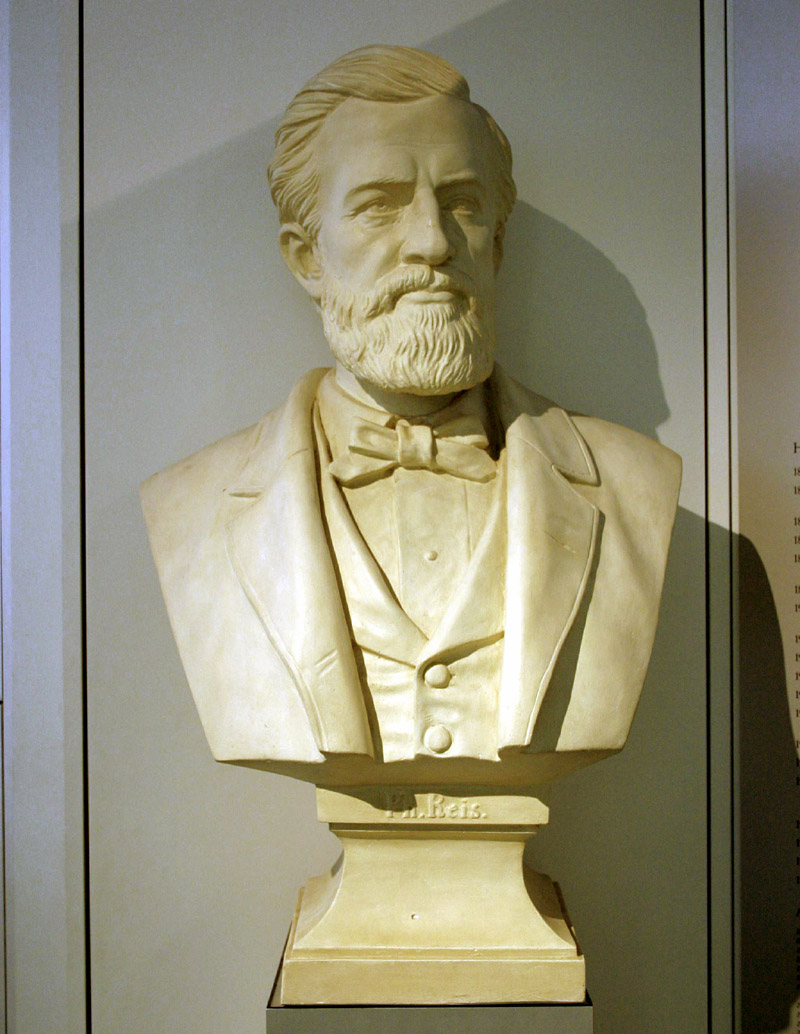
Buste van Philipp Reis

Johann Philipp Reis (Gelnhausen, 7 januari 1834 – Friedrichsdorf, 14 januari 1874) was een Duits natuurkundeleraar die gezien wordt als uitvinder van het eerste functionerende apparaat om geluid via een elektrische verbinding over te dragen. De naam van dat apparaat, telefoon, is van hem afkomstig.

## Biografie
Reis, van Joodse afkomst, verloor al op jonge leeftijd beide ouders waardoor hij werd grootgebracht door zijn grootmoeder van vaderszijde. Op tienjarige leeftijd bezocht hij het Garnier's Instituut in Friedrichsdorf, waar hij wis-, natuur- en scheikunde leerde en vreemde talen zoals Engels en Frans.
In 1850 werd de toen zestienjarige Reis onderwijzer aan een basisschool in Friedrichsdorf. Hij was autodidact en vervolgde zijn studies door privélessen te volgen in natuurkunde. In 1852 uitte hij voor het eerst zijn idee om geluid op te wekken met behulp van elektriciteit.
Nadat hij in 1855 zijn militaire dienstjaar in Kassel had voltooid ging hij naar Frankfurt om zich te kwalificeren als docent wiskunde en wetenschap door middel van privéstudies en het geven van openbare lezingen. Zijn plan was om zijn opleiding af te ronden aan de Universiteit van Heidelberg, maar in het voorjaar van 1858 bezocht hij zijn oude vriend en leermeester, Hofrath Garnier, die hem een baan in zijn school aanbood.
Op 14 september 1859 trad Reis in het huwelijk en kort daarna vertrok hij naar Friedrichsdorf waar hij zijn nieuwe carrière begon als onderwijzer aan het Garnier's Instituut.

## Telefonie
Reeds vanaf de jaren 1850 begon Reis te experimenteren met geluid en elektriciteit. Via houten modellen wilde hij zijn leerlingen de transmissie van geluidsgolven in elektriciteit laten zien. In een zelfgebouwde werkplaats in een schuur in zijn achtertuin en met beperkt budget begon hij te werken aan de houten componenten die later de eerste telefoon zouden gaan worden. Hierbij liet Reis zich leiden door de bouw van het menselijke oor.

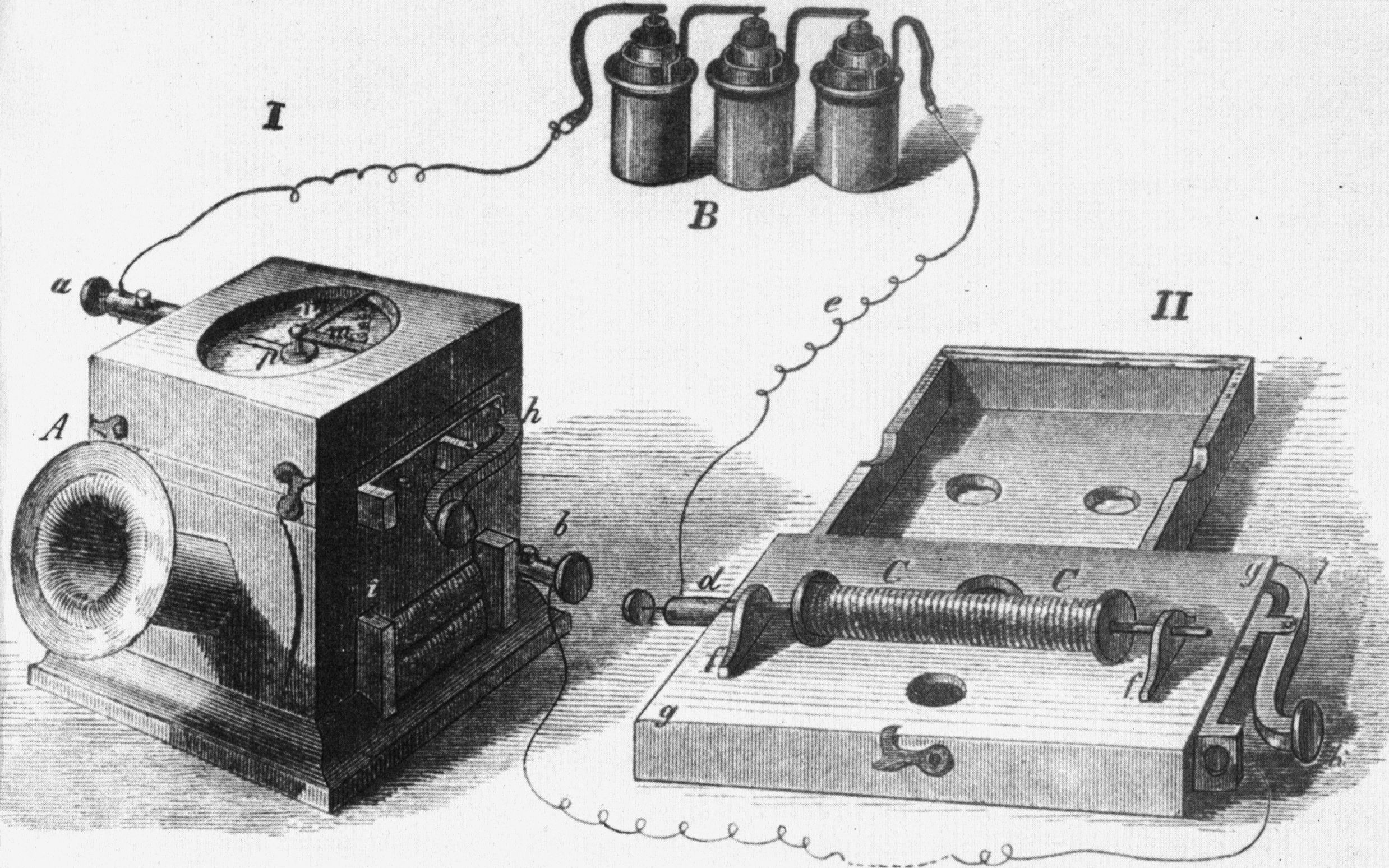
Reis' telefoon

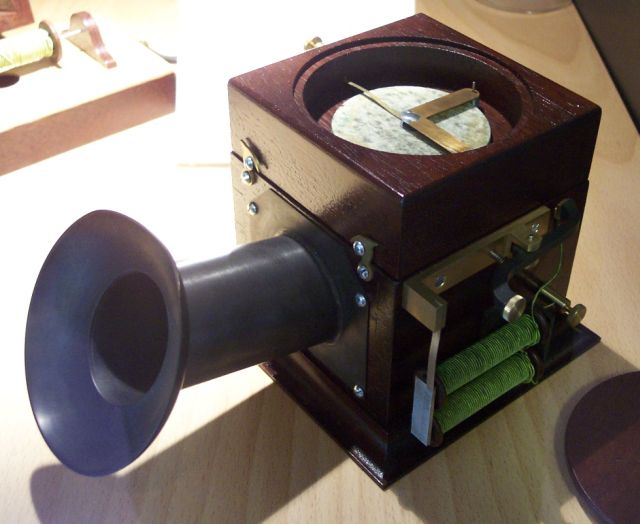
Reconstructie van de telefoon

Als eerste bouwde hij een 'spreekschelp': een platinastrip aan een membraan die over de opening van een houten oorstuk was gespannen. Aan de achterkant was een veer bevestigd, die net als de strip was verbonden aan een batterij. Door geluiden te maken voor het houten oorstuk begon het membraan te vibreren waardoor tussen de twee metalen delen – op het ritme van de geluidstrillingen – een elektriciteitscircuit geopend en gesloten werd.
Via een elektriciteitsdraad verstuurde hij de geproduceerde signalen naar de ontvanger, een kastje met daarin een spoel met geïsoleerd koperdraad. Zodra de elektrische stroompjes de spoel bereikten bouwde deze een magneetveld op. Deze magnetische velden brachten een in het kistje gemonteerde breinaald in beweging. Deze zingende naald produceerde de trillingen die in het houten kistje werden versterkt. Het kistje werkte als een klankkast.
Na veel pogingen bereikte Reis in 1860 een succesvolle fase. Hij organiseerde een publieke demonstratie in zijn huis, waarbij hij zijn zwager uit een boek liet voorlezen in het mondstuk en hij aan het publiek herhaalde wat hij in de hoorn hoorde. Een collega wierp tegen dat hij het boek misschien uit het hoofd kende en ging zelf bij het mondstuk staan. Hij sprak enige verzonnen zinnen uit, zoals "Die Sonne ist von Kupfer" en "Das Pferd frißt keinen Gurkensalat". Reis verstond niet exact wat het paard niet at (komkommersalade) en dacht dat de zon van suiker (Zucker) was, maar de collega was niettemin overtuigd. Het experiment was geslaagd.
Na maanden van werk had Reis zijn apparaat zover verbeterd dat hij het op 26 oktober 1861 kon presenteren aan de Physikalische Verein in Frankfurt. Zijn lezing over Das Telefonieren durch galvanischen Strom wekte niet het enthousiasme op waar hij op hoopte. Hoewel zijn apparaat geluid kon verzenden, vooral muziek, waren gesproken woorden moeilijk te verstaan. Mede hierdoor werd zijn uitvinding geen commercieel succes.

## Laatste jaren
Doordat zijn lichamelijke gezondheid verslechterde werd het voor hem steeds moeilijker om les te geven en tijd te besteden aan zijn wetenschappelijke studies. Als gevolg van een snel afnemende longcapaciteit kon hij vanaf 1872 nauwelijks meer spreken en noodgedwongen moest hij zijn baan opgeven. Begin 1874 overleed hij op 40-jarige leeftijd aan de gevolgen van tuberculose.
Zijn uitvinding heeft Reis nooit verder ontwikkeld. In zijn korte leven had hij een opmerkelijke prestatie bereikt die hem geen rijkdom en weinig faam had opgeleverd.
- Bibliothèque nationale de France: cb161323274 (data)
- Gemeinsame Normdatei: 11874433X
- International Standard Name Identifier: 0000 0000 2569 1160
- Library of Congress Control Number: n85800217
- Nationale Bibliotheek van Tsjechië: jo20251253733
- Nationale Bibliotheek van Israël: 987007278735105171
- Virtual International Authority File: 74648489
- WorldCat: E39PBJyxpHvRyPtymFXftKymVC